# Rookgascondensor

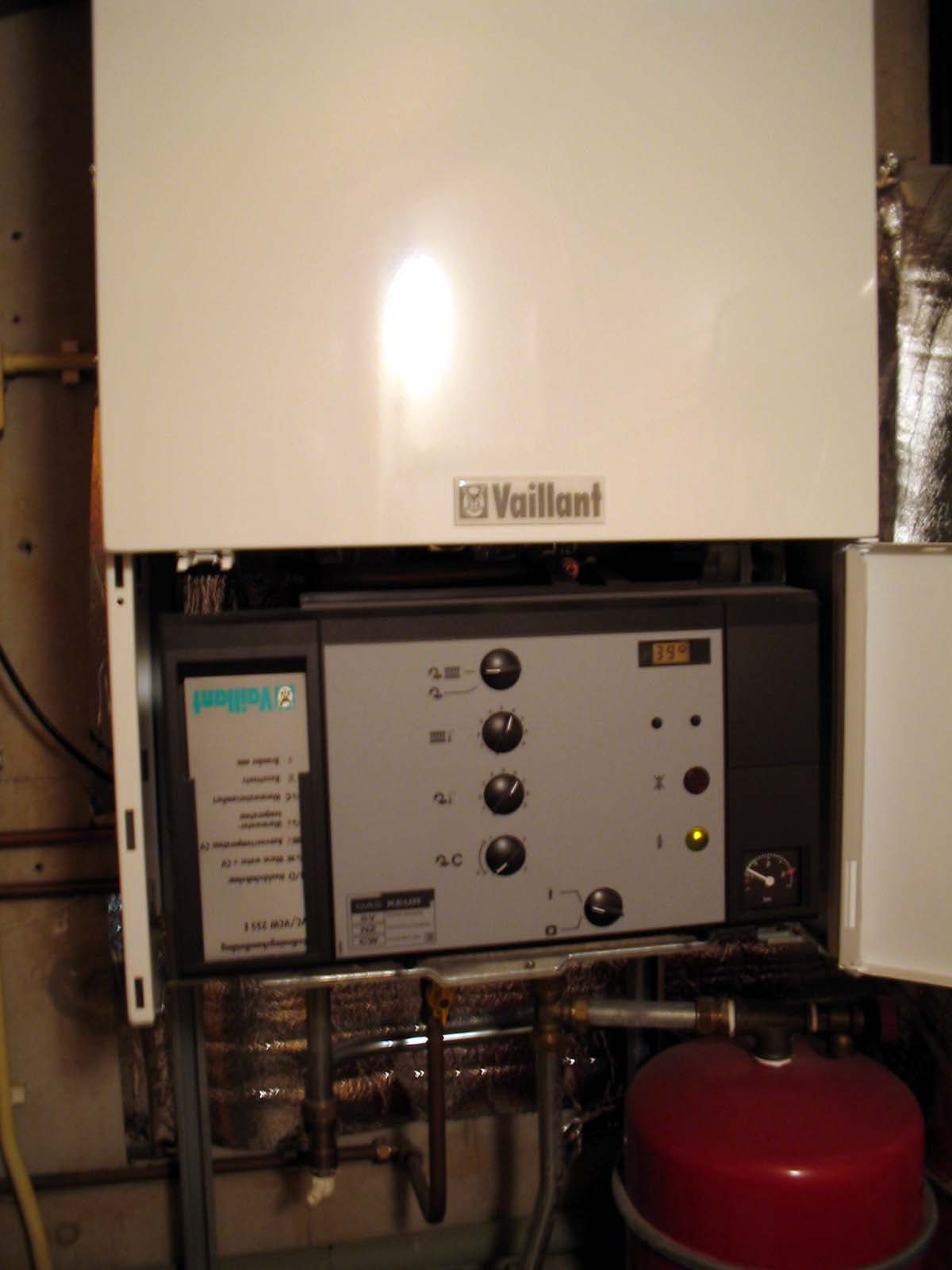
Een huishoudelijke hoogrendementsketel bevat een rookgascondensor.

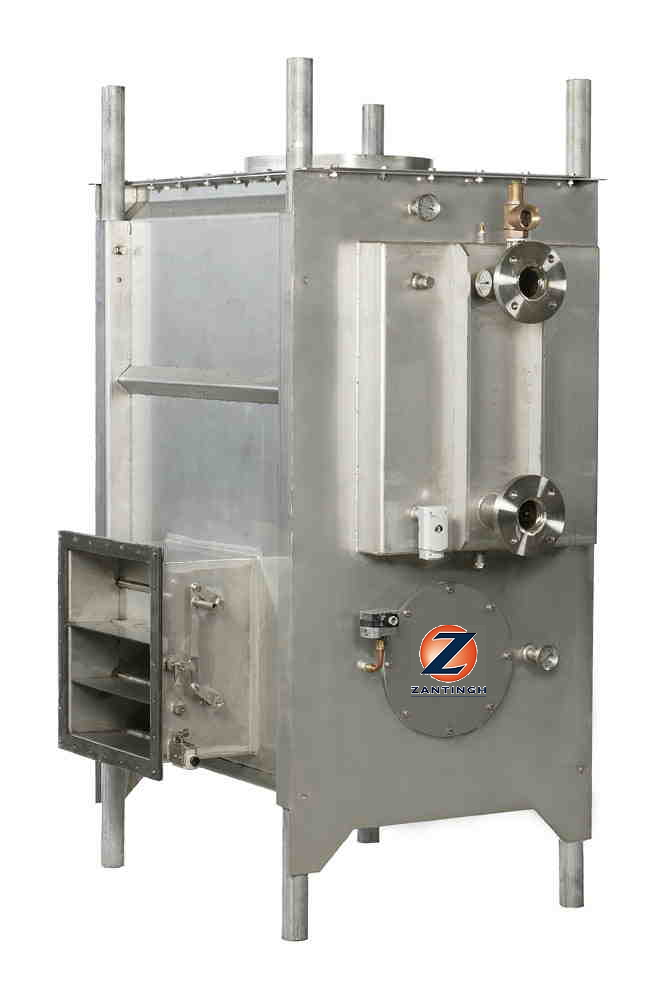
Een grote rookgascondensor.

Een rookgascondensor is een warmtewisselaar, die rookgas met water afkoelt beneden het dauwpunt, om zo de verdampingswarmte van de waterdamp in het rookgas te recupereren voor nuttig gebruik.
De afkoeling kan onrechtstreeks gebeuren met een warmtewisselaar, maar ook rechtstreeks door inspuiting van water in rookgas. Inspuiting van water verzadigt het rookgas met water, zodat een zichtbare rookpluim ontstaat.
De condensatie van water stelt twee gigajoule warmte vrij per kubieke meter gecondenseerd water. De warmte is bruikbaar voor warmtedistributie. Het rendement stijgt met maximaal 15% .
Bovendien is het gecondenseerde warm water soms nuttig bruikbaar in het proces. Als de brandstof verbindingen van zwavel of chloor bevat, dan bevat het rookgas zwaveldioxide of waterstofchloride en die condenseren eerst als azeotroop. Daarom moet de rookgascondensor bestand zijn tegen corrosie, bijvoorbeeld door gebruik van roestvast staal AISI 316L of grafiet.
Een rookgascondensor is vooral nuttig bij brandstoffen met hoog vochtgehalte, zoals aardgas, biomassa en huishoudelijk afval. Een voorbeeld is het Afval Energie Bedrijf te Amsterdam, dat met de rookgascondensor condensaat opwarmt. Ook AVI Moerdijk past een rookgascondensor toe. Rookgascondensatie is alleen nuttig, als er voor het warm water op lage temperatuur ook een nuttige afnemer is. De retour van de afnemer ligt best lager dan 55°C, zoals in Kopenhagen.
Bij die retourtemperatuur wordt pas rendement door condensatie gerealiseerd. Het maximale condensatierendement van ongeveer 15% wordt echter pas gerealiseerd bij een retourtemperatuur lager dan 10°C.
Rookgascondensors worden op grote schaal toegepast in huishoudelijke Cv-ketels op aardgas, de zogenaamde hoogrendementsketels. Voor de bepaling van het werkelijke rendement van een ketel moet worden uitgegaan van de bovenste verbrandingswaarde. Echter, aangezien het rendement van een aardgasketel bij afspraak betrokken wordt op de onderste verbrandingswaarde van aardgas en een rookgascondensor toelaat om ook de warmte van de condensatie nuttig te gebruiken, dus de bovenste verbrandingswaarde, is een schijnbaar rendement boven 100% mogelijk. Een HR107 ketel bijvoorbeeld heeft 107% rendement betrokken op de onderste verbrandingswaarde (Het werkelijke rendement, dus betrokken op de bovenste verbrandingswaarde, zal dan ongeveer 93% zijn).